# Hypothalamus
De hypothalamus is een onderdeel van de hersenen. De hypothalamus is een onderdeel van het limbisch systeem. Het controleert het autonome zenuwstelsel en het endocriene systeem en speelt een cruciale rol bij de organisatie van gedragingen die zorgen voor de overleving van het individu en de soort: eten, vechten, vluchten, paren. Daarnaast speelt de hypothalamus ook nog een cruciale rol bij de temperatuurregeling.

## Anatomie
De hypothalamus is een klein geheel van structuren onder (hypo) de thalamus. De hypothalamus vormt samen met de thalamus, de epithalamus en de subthalamus het diëncephalon. De hypothalamus wordt door sommigen beschouwd als onderdeel van het secundair prosencephalon.
De hypothalamus is opgebouwd uit drie delen, te weten:
- Mediaal deel
- Lateraal deel
- Periventriculair deel

## Functie
Bijna elke regio van het cerebrum staat in contact met de hypothalamus. Hierdoor is de hypothalamus betrokken bij alle aspecten van de emoties, de voortplanting, het autonome zenuwstelsel en de hormoonhuishouding. De hypothalamus reguleert:
- bloeddruk
- hartslag
- honger
- dorst
- slaap-waakritme
- seksuele opwinding
- lichaamstemperatuur (veroorzaakt bijvoorbeeld bibberen bij kou)

De hypothalamus zorgt voor een groot deel voor homeostase.
Ook speelt de hypothalamus een rol bij de drie kerngedragingen te weten:
- vecht- of vluchtreactie
- voedingsgedrag
- voortplantingsgedrag

## Input
De hypothalamus krijgt signalen uit de volgende hersendelen:
- formatio reticularis; de formatio reticularis krijgt zelf informatie binnen via het ruggenmerg, vanuit de exterosensoren (voor registratie van prikkels uit de buitenwereld; huidzintuigen, smaak-, reuk-, gezicht-, gehoor-), de interosensoren (voor registratie van prikkels binnen het lichaam; in organen (hart, bloedvaten, darmen, longen), in lichaamsholten (urineblaas, uterus) en in bijzondere vorm: nocisensoren pijn) en propriosensoren (voor registratie van beweging en houding in evenwichtsorgaan, spieren, gewrichten en pezen);
- retina; een paar vezels van de nervus opticus staan in verbinding met de hypothalamus, om precies te zijn de nucleus suprachiasmaticus ervan;
- limbisch en olfactorisch systeem; onder andere de amygdala, de hippocampus en de reukschors (cortex olfactorius) staan in verband met de hypothalamus. Zij helpen waarschijnlijk bij het reguleren van bijvoorbeeld eten en voortplanten;
- nucleus tractus solitarii; deze kern ontvangt informatie over de ingewanden van de tiende hersenzenuw, de nervus vagus
- circumventriculaire organen; deze kernen zijn uniek in het brein. Zij hebben geen bloed-hersenbarrière en ontvangen hierdoor informatie over substanties die normaliter niet in contact komen met het zenuwstelsel.

Daarnaast heeft de hypothalamus receptoren om de temperatuur en de ionenhuishouding bij te houden, te weten thermoreceptoren en osmoreceptoren.

## Output
- Neurale signalen naar het autonome zenuwstelsel; het laterale deel van de hypothalamus zendt signalen naar het laterale deel van de medulla oblongata (verlengde merg), waar zich cellen bevinden die het autonome systeem regelen.

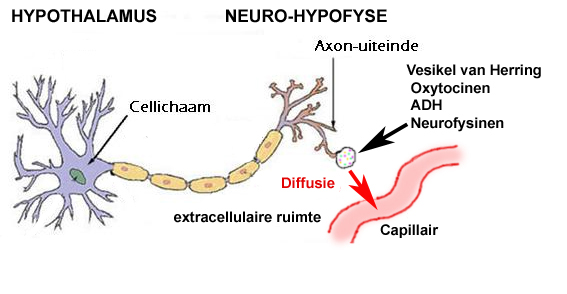
Neuro-secretoir transport van Hypothalamus naar Neuro-Hypofyse

- Endocriene signalen naar de neurohypofyse. In de nucleus supraopticus en de nucleus paraventricularis van de hypothalamus bevinden zich cellichamen (magnocellulaire neurosecretoire cellen). Deze hebben axonen (uiteinden) in de neurohypofyse (pars nervosa). Deze uiteinden grenzen vrijwel direct aan capillairen en scheiden daar hormonen uit, met name oxytocine en antidiuretisch hormoon (ADH)[4].

## Sekse
De ontwikkeling van neuronen en dendrieten in de amygdala en delen van de hypothalamus zijn per sekse verschillend. Dit komt doordat deze hersendelen zich tijdens de ontwikkeling van de foetus bij de aanwezigheid van testosteron anders ontwikkelen dan bij de afwezigheid ervan. Het betreft overigens niet de gehele hypothalamus of amygdala, maar slechts bepaalde kernen ervan. Deze kernen zijn seksueel-dimorfe kernen. Zo is in de hypothalamus de area praeoptica medialis bij mannen over het algemeen groter dan bij vrouwen. In de amygdala is de corticomediale kern ook groter bij mannen. Deze kern is verbonden met de area praeoptica medialis van de hypothalamus.
Het lijkt erop dat dit verschil in ontwikkeling zorgt voor de geslachtsgerelateerde verschillen in het denken, seksuele oriëntatie, agressie en cognitieve functies. Vermoed wordt dat homoseksuele geaardheid er de oorzaak in vindt dat er tijdens de embryonale ontwikkeling (embryogenese) wél testosteron vrijkomt, maar bij de foetale ontwikkeling niet. Dit blijkt mede uit onderzoeken van de Nederlandse neurobioloog Dick Swaab. Volgens Swaab is er ook een duidelijk verschil zichtbaar in de hypothalamus bij transseksuele vrouwen en mannen in vergelijking met mensen die niet transseksueel zijn. Bij transseksuele vrouwen zouden in de hypothalamus vrouwelijke en bij transseksuele mannen, mannelijke eigenschappen aantoonbaar zijn. De hypothalamus functioneert bij transseksuelen net zo als het geslacht dat zij aangeven te zijn. Een man-naar-vrouw transseksueel heeft volgens de onderzoeken van Swaab dus daadwerkelijk vrouwelijke hersenen. Naar de biologische relatie tussen homoseksualiteit/transseksualiteit en de hypothalamus is in Nederland vooral onderzoek gedaan door Dick Swaab. Hij heeft een internationale reputatie op het gebied van hypothalamusonderzoek.